# Junmin Shuiku
Junmin Shuiku är en reservoar i Kina. Den ligger i provinsen Jiangxi, i den sydöstra delen av landet, omkring 140 kilometer nordost om provinshuvudstaden Nanchang. Junmin Shuiku ligger 70 meter över havet. Arean är 4,1 kvadratkilometer. I omgivningarna runt Junmin Shuiku växer i huvudsak blandskog. Den sträcker sig 3,9 kilometer i nord-sydlig riktning, och 5,0 kilometer i öst-västlig riktning.
Genomsnittlig årsnederbörd är 2 323 millimeter. Den regnigaste månaden är maj, med i genomsnitt 364 mm nederbörd, och den torraste är oktober, med 68 mm nederbörd.